# Nicolaides–Baraitser-Syndrom
Das Nicolaides–Baraitser-Syndrom ist eine sehr seltene angeborene Erkrankung mit den Hauptmerkmalen Minderwuchs, Behaarungsstörung, Fehlbildungen der Finger, Epilepsie und schwerer geistiger Retardierung.
Synonyme sind: NCBRS; englisch Sparse Hair And Mental Retardation; NBS
Die Bezeichnung bezieht sich auf die Autoren der Erstbeschreibung aus dem Jahre 1993 durch die zypriotische Neuropädiaterin Paola Nicolaides und den britischen Humangenetiker  Michael Baraitser.
Die Erkrankung ist nicht zu verwechseln mit dem Baraitser-Winter-Syndrom.

## Verbreitung
Die Häufigkeit wird mit unter 1 zu 1.000.000 angegeben, die Vererbung erfolgt  autosomal-dominant.

## Ursache
Der Erkrankung liegen Neu-Mutationen im SMARCA2-Gen am Genort 9p24.3 zugrunde.

## Klinische Erscheinungen
Klinische Kriterien sind:
- Minderwuchs
- Hypotrichose mit spärlichem Kopfhaar
- Gesichtsauffälligkeiten mit Mikrozephalie
- Krampfleiden und schwerer geistiger Retardierung
- Brachydaktylie mit Zapfenepiphysen, betonten Interphalangealgelenken und distalen Phalangen aufgrund verminderten subkutanen Fettgewebes

## Differentialdiagnose
Abzugrenzen ist das Coffin-Siris-Syndrom.